# Cymindis andreae
Cymindis (Cymindis) andreae – gatunek chrząszcza z rodziny biegaczowatych, podrodziny Lebiinae i pleminia Lebiini.
Gatunek opisany został w 1832 roku przez Édouarda Ménétriesa.
Chrząszcz palearktyczny o chorotypie turano-śródziemnomorskim. Wykazany został z Dodekanezu, Cyklad, Cypru (dane wątpliwe), Ukrainy, Rosji, Azerbejdżanu, Armenii, Gruzji, Turcji, Egiptu, Libanu, Arabii Saudyjskiej (w tym prowincji Al-Baha), Jemenu (w tym Sokotry), Iraku, Iranu, Kazachstanu, Turkmenistanu, Uzbekistanu, Kirgistanu, Tadżykistanu, Afganistanu, Pakistanu. W Rosji i okolicy zasiedla Nizinę Południoworosyjską, wyżyny Armenii, równinne obszary Kazachstanu, Turan oraz góry południowo-wschodniej Azji Środkowej. W Iranie notowany m.in. z ostanów Ardabil, Mazandaran, Fars, Chorasan-e Razawi, Kohgiluje wa Bujerahmad i Chuzestan. Z Turcji podawany z prowincji Konya i Isparta.